# Heteropsyche aenea
Heteropsyche aenea är en fjärilsart som beskrevs av Erich Martin Hering 1932. Heteropsyche aenea ingår i släktet Heteropsyche och familjen Epipyropidae. Inga underarter finns listade i Catalogue of Life.